# إدغار جونز
إدغار جونز (بالإنجليزية: Edgar Jones) (و. 1984  م) هو لاعب كرة قدم أمريكية، من الولايات المتحدة، يلعب كظهير ‏.